# For Love of an Enemy
Pour plus de détails, voir Fiche technique et Distribution.
For Love of an Enemy est un film américain de Sidney Olcott, réalisé en 1911 avec Gene Gauntier, Jack J. Clark et J.P. McGowan dans les rôles principaux.

## Fiche technique
- Titre original : For Love of an Enemy
- Réalisateur : Sidney Olcott
- Photographie : George Hollister
- Société de production : Kalem Company
- Pays :  États-Unis
- Lieu de tournage : Jacksonville (Floride)
- Longueur : 980 pieds
- Date de sortie :
  - États-Unis : 11 janvier 1911 (New York)
  - Royaume-Uni : 26 mars 1911 (Londres)

## Distribution
- Gene Gauntier
- Jack J. Clark
- Robert G. Vignola

## Anecdotes
Le film est tourné à Jacksonville en Floride.
Une copie est conservée à l'Eye Film Institute, la cinémathèque d'Amsterdam. Elle provient de la collection de Desmet.